# Morgan Stanley

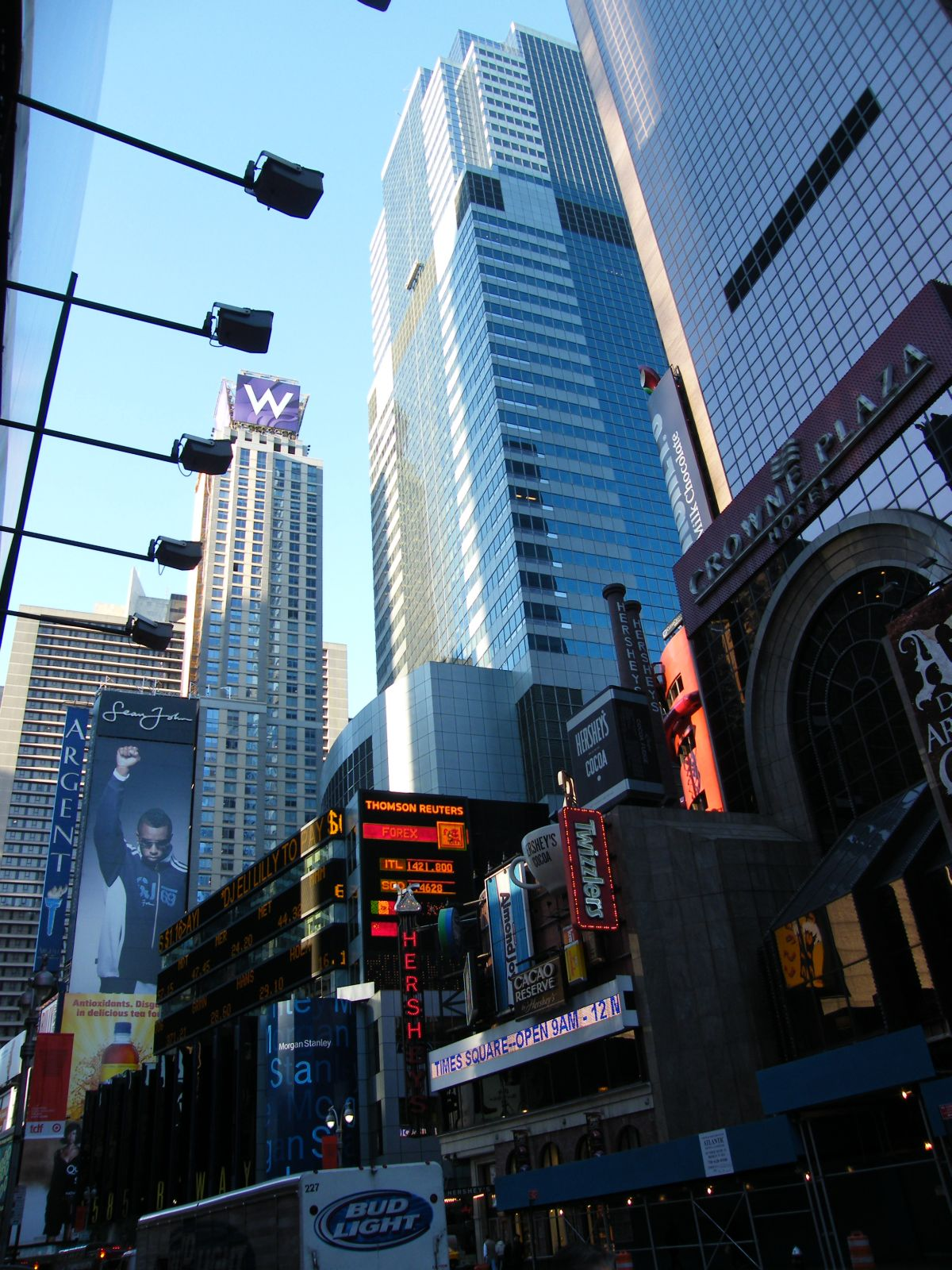
Штаб-квартира Morgan Stanley в Нью-Йорку (2008)

Морган Стенлі (англ. Morgan Stanley) — великий американський банківський холдинг (інвестиційний банк до вересня 2008, сьогодні — комерційний), що відноситься до числа фінансових конгломератів. Базується в Нью-Йорку. Заснований у 1935 Генрі Морганом (Henry S. Morgan) і Гаральдом Стенлі, які були одними з акціонерів банку JP Morgan & Co., шляхом відділення від материнської компанії (JP Morgan & Co). Входить в число найбільших банків у світі.

## Історія
У 2001 банк займав частину будівлі південної вежі Всесвітнього торгового центру. Під час терористичної атаки 11 вересня 2001 начальник служби охорони банку Рік Рескорла зумів провести евакуацію з вежі понад 2700 співробітників та клієнтів банку, чим врятував їх життя. Сам Рік при цьому загинув. Загалом тоді загинуло 13 співробітників Morgan Stanley.
2024 року стало відомо, що Інвестиційний банк Morgan Stanley і Allen & Overy допомагали російському олігарху Сергію Колесникову отримати контроль над великим нафтовим активом у РФ.